# Pskov
Pskov (russisk: Псков, tr. Pskov, gammel russiske stavemåde Плѣсковъ, tr. Pleskov, estisk: Pihkva) er en by, og administrativt centrum i Pskov oblast, Rusland, der ligger omkring 20 km øst for den estiske grænse ved Velikajafloden. Pskov nævnes første gang i 903 , men er sandsynligvis ældre. Byen har 185.486(2025) indbyggere.

## Geografi
Tekst mangler, hjælp os med at skrive teksten

### Klima
På grund af sin vestlige beliggenhed har Pskov et tempereret fastlandsklima med stor indflydelse fra atlantiske luftmasser, der mildner klimaet.
Koldeste måned er januar med – 6 °C, varmeste måned er juli med + 17 °C. Nedbøren er 635 mm pr. år.
| Vejr for Pskov               | Vejr for Pskov | Vejr for Pskov | Vejr for Pskov | Vejr for Pskov | Vejr for Pskov | Vejr for Pskov | Vejr for Pskov | Vejr for Pskov | Vejr for Pskov | Vejr for Pskov | Vejr for Pskov | Vejr for Pskov | Vejr for Pskov |
|                              | Jan            | Feb            | Mar            | Apr            | Maj            | Jun            | Jul            | Aug            | Sep            | Okt            | Nov            | Dec            | År             |
| ---------------------------- | -------------- | -------------- | -------------- | -------------- | -------------- | -------------- | -------------- | -------------- | -------------- | -------------- | -------------- | -------------- | -------------- |
| Gennemsnitlig maks °C        | −3             | −2,3           | 2,9            | 11,3           | 18             | 21,3           | 23,6           | 21,8           | 16             | 9,2            | 2,5            | −1             | 10             |
| Gennemsnitlig °C             | −5,6           | −5,5           | −1             | 6,3            | 12,3           | 16             | 18,3           | 16,7           | 11,6           | 6              | 0,3            | −3,4           | 6              |
| Gennemsnitlig min °C         | −8,3           | −8,8           | −4,9           | 1,3            | 6,5            | 10,6           | 13             | 11,6           | 7,2            | 2,7            | −1,9           | −5,8           | 1,9            |
| Gennemsnitlig nedbør mm      | 48             | 35,2           | 35,4           | 34,7           | 54,8           | 87,1           | 75,6           | 90,6           | 65,6           | 62,1           | 53,4           | 47             | 689,5          |
| Kilde: Климат, погода Пскова |                |                |                |                |                |                |                |                |                |                |                |                |                |

## Historie

### Tidlige historie
Pskov, som oprindeligt blev stavet "Pleskov", betyder "[by] i rislende vand". Pskov nævnes i Nestorkrøniken i 903 i en omtale af giftemålet mellem den varjagiske storfyrste af Kijevriget Igor af Kijev (dansk: ~ Ingvar den vidfarne, svensk: Ingar) og den norrøne kvinde Olga (norrønt Helga) fra Pskov. 903 betragtes af Pskovere som byens grundlæggelse, og i 2003 afholdtes et stort jubilæum for at fejre Pskovs 1.100 års jubilæum.
Den første prins Pskov var Vladimirs yngste søn var Sudislav. Efter at være blevet fængslet af sin bror, Jaroslav den vise, blev Sudislav ikke løsladt før Jaroslavs død flere årtier senere. I 1100 og 1200-tallet var byen en del af Republikken Novgorod. I 1240 blev Pskov indtaget af den Tyske Orden, imidlertid lykkedes det Aleksandr Nevskij at generobrede byen ved Slaget på isen nogle måneder senere. Slaget er dramatiseret i Sergei Eisensteins film Alexander Nevskij fra 1938.
For at sikre uafhængigheden af den Tyske Orden, valgte Pskov en litauisk prins med navnet Daumantas, der var romersk-katolsk, men konverterede til den ortodokse kirke. Daumantas kendt i Rusland som Dovmont, blev prins og militær leder af Pskov i 1266. Efter at have befæstet byen angreb Daumantas den Tyske Orden i Rakvere og indtog store dele af Estland. Hans jordiske rester og sværd er bevaret i den lokale Kreml, og kernen i citadellet, rejst af ham, bærer stadig navnet "Dovmonts by".

## Seværdigheder
Pskov har et kendt Kreml, inden for hvis mure man finder Treenighedskatedralen fra 1138. Desuden har Pskov det berømte Mirozhski kloster fra 1152.

## Militær
Pskov er hjemsted for Ruslands 76. garde-luftstormsbatallion, som under Ruslands invasion af Ukraine 2022 var blandt hovedgerningsmændene bag massakren i Butja.

## Venskabsbyer
Pskov er medlem af venskabssamarbejdet Neue Hanse.
| - Tartu, Estland - Kuopio, Finland - Arles, Frankrig - Nijmegen, Holland - Vitebsk, Hviderusland | - Mianyang, Sichuan-provinsen, Kina - Daugavpils, Letland - Valmiera, Letland - Białystok, Polen - Perth, Storbritannien | - Norrtälje, Sverige - Gera, Tyskland - Neuss, Tyskland - Tjernihiv, Ukraine - Roanoke, USA |